# ハルカ・グルン
ハルカ・バハドゥール・グルン博士（Dr. Harka Bahadur Gurung、1939年–2006年）は、特に環境保全活動における業績で知られた、ネパールの地理学者、人類学者、著作家、芸術家、政治家。

## 生い立ち
グルンは、グルン族として、1939年2月5日にラムジュン郡のタランチェ (Taranche) 村に生まれた。父親は、イギリス陸軍の下士官だった。キング・ジョージ軍学校 (King George Military School)（後のチャイル軍学校）で中等教育を受けた後、パトナ大学で地理学を学んで、B.A.とM.A.を取得し、さらに奨学金を得てエディンバラ大学に学び、Ph.D.を取得した。

## 研究者として
PhDを取得した後、グルンは、ロンドン大学東洋アフリカ研究学院の研究員 (Research Fellow) となり、その後1966年にネパールに帰国して、カトマンズのトリブバン大学の教員となった。帰国した際には、当時のマヘンドラ国王が、グルン族で初めて博士となったことを祝って金メダルを下賜したという。
1984年には、ハワイのイースト・ウエスト・センターの客員研究員 (Visiting Fellow) となった。グルンは多作な学術的著作家であり、15冊の本と675本ほどの学術的な記事や報告を発表した。また彼は、世界自然保護基金 (WWF) のネパールにおける顧問も務めていた。

## 政治家として
1968年、グルンは、ネパールの国家計画委員会の副委員長に任命された。その後は、教育担当国務大臣 (Minister of State for Education)、通商産業大臣 (Trade and Industry Minister)、観光担当国務大臣 (Minister of State for Tourism) など政府の要職を歴任した。1993年から1998年にかけては、アジア太平洋開発センターの役員 (Director of the Asia and Pacific Development Centre) や世界銀行の顧問も務めた。

## その後
閣僚を歴任した後のグルンは、環境関係のコンサルタントを務め、多くのプロジェクトに関わった。自身も登山家であり、国際登山隊にも関わったことのあったグルンは、国外の登山隊がヒマラヤへ入山することに理解を示し、政府の収入となる登山料などは、現地の環境保全に使うべきであると論じていた。

## 不慮の死
グルンは、2006年に、環境保全関係の会議からの帰路、搭乗していたヘリコプター（Mi-8）がタプレジュンのグンサに墜落し、同乗していた他の23人とともに、不慮の死を遂げた（2006年シェリー・エアラインズ・ヘリコプター墜落事故）。2011年のカトマンズ国際山岳映画祭は、グルンを記念する行事とされ、ラムジュンF.C. (Lamjung F.C.) は、グルンを記念して新たなサッカーのトーナメント戦を開始した。ポカラでは、ハルカや同じ事故の他の犠牲者たちを記念し、ハルカ＝チャンドラ＝ミグマ記念ラリグランス・エコパーク (the Dr Harka, Chandra & Migma Memorial Laligurans Eco Park) と名付けられた3ヘクタールのエコパークが設けられた。